# Lehóczky László
Királylehotai Lehóczky László (1800 körül – Lelesz, 1845. július 4.) premontrei rendi kanonok és tanár.

## Élete
Sebei (Sáros vármegye) származású. A premontrei rendbe lépett, és 1811-ben a nagyváradi növendékek igazgatója volt. 1812-től gimnáziumi tanár Lőcsén, 1816-ban Kassán, 1822-ben a rendház főnöke és a lőcsei főgimnázium igazgatója. 1840-ben a leleszi konvent szentszéki ülnöke. Itt hunyt el 1845-ben, 45 éves korában.

## Műve
- Allocutio ad illustrissimum Aloysium Richter, dum in s. cand. et exempti ordinis praem. praelatum solemni ritu installaretur. Leutschoviae, 1830